# Бриг «Энконстан»
Энконстан (фр. Inconstant) — один из 32 бригов класса Abeille (также известные как «бриги класса Sylphe»), спущенный на воду в 1811 году французским флотом. В 1815 году Наполеон бежал на нём из ссылки на Эльбе. В 1820-е годы бриг участвовал в войне с Испанией, а затем служил на бразильской станции. Также он служил на станции Французской Гвианы. Был разобран в Бресте в декабре 1843 года.

## История
Энконстан был построен по проекту известного французского инженера Жака-Ноэля Сане; руководил строительством Жан-Батист Марести. Контракт на его строительство был подписан в апреле 1809 года, но был отменён 28 января 1810, когда было проделано менее половины работы. Затем строительство Энконстана было завершено силами военно-морского флота.

### Начало службы
С 11 ноября по 29 декабря 1811 года Энконстан находился в Ливорно под командованием lieutenant de vaisseau (лейтенанта флота) Корнетта де Венанкура. С 27 августа по 11 сентября 1812 года он находился в Порто Эрколе и Портоферрайо. 26 сентября 1813 года находился в Портоферрайо. 18 января 1814 года он снова был в Ливорно.

### Наполеон и флот Эльбы
После договора в Фонтенбло победившие союзники изгнали императора Наполеона I на Эльбу после его насильственного отречения от престола в 1814 году. Он прибыл в Портоферрайо 30 мая 1814 года. Ему разрешили содержать личную охрану из шестисот человек и небольшой флот.
24 апреля 1814 года Энконстан покинул Тулон, чтобы доставить Наполеона из Сен-Тропе на Эльбу, но по настоянию Наполеона эта задача выпала на долю британского фрегата Неустрашимый. Тем не менее, Энконстан отплыл на Эльбу 25 мая 1814 года, а через три дня был зачислен в флот острова. Его роль заключалась в поддержании связи с Ливорно.

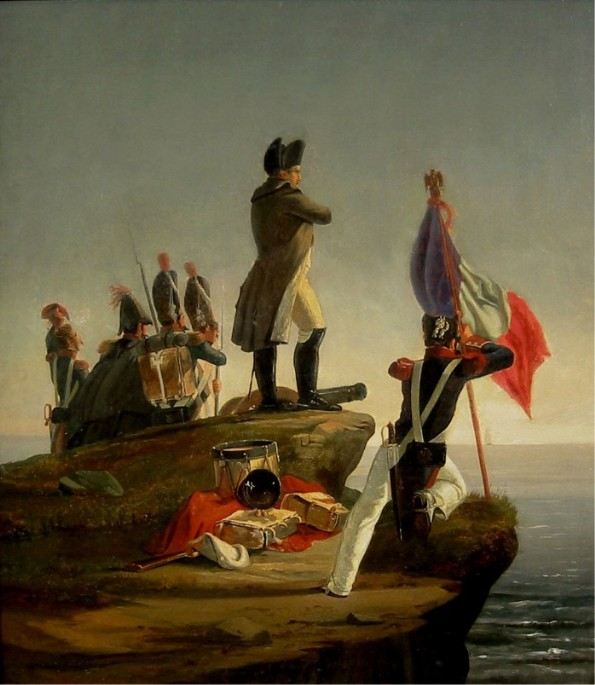
Наполеон Бонапарт на Эльбе ожидает прибытия Энконстана. Картина Ораса Верне, 1863 год. На горизонте видны паруса Энконстана

Бо́льшую часть времени, проведённого во флоте Наполеона, Энконстан находился под командованием лейтенанта Франсуа-Луи Тайяда. Он перевозил Наполеона и 40 солдат для повторного заселения и укрепления островов Пьяноса и Пальмайола. Помимо перевозки пассажиров и почты между Эльбой и Италией, команда брига, усиленная 50 солдатами, боролась с берберскими пиратами. 6 января 1815 года шторм выбросил Энконстан на берег. Спустя пять дней его с большим трудом спустили на воду, но ещё один шторм снова выбросил его на берег, на этот раз причинив ещё больший ущерб. Наполеон временно освободил Тайяда от командования, заменив его Жаном Франсуа Шотаром. Тайяд вернулся к (совместному с Шотаром) командованию бригом как раз перед побегом Наполеона с Эльбы.
26 февраля 1815 года Наполеон на Энконстане бежал из ссылки на Эльбе. С 26 февраля по 1 марта 1815 года бриг переправил Наполеона и его генералов с Эльбы на Гольф-Жюан.
После поражения Наполеона в «Ста днях» в марте 1815 года французский флот вновь ввёл Энконстан в свои ряды. 24 мая фрегат «Дриада» сопроводил его в Тулон.

### Возвращение на военно-морскую службу Франции
В период с сентября 1822 года до его повторного спуска на воду 14 марта 1823 года французский флот перестроил Энконстан в Тулоне.
Он принял участие в испанской экспедиции 1823 года, которая восстановила монархию в Испании и положила конец испанской революции. В частности, 26 июня Энконстан отбил торговое судно Нативит из Марселя.
Между 7 апреля 1823 года и 26 ноября Энконстан находился в Тулоне, а затем отправился с миссией в Бразилию. Им командовал лейтенант Абель Обер дю Пети-Туар.
Энконстан находился на бразильской станции с 10 декабря 1823 года по 6 марта 1826 года. В августе 1824 года он отплыл из Рио-де-Жанейро в Сан-Сальвадор, а затем к станции в Пернамбуку. К этому времени дю Пети-Туар получил повышение до capitaine de frégate (капитан фрегата). Ко 2 июня 1825 года Энконстан вернулся в Рио-де-Жанейро.
Бриг вернулся из Бразилии, а затем с 1827 по 1829 год находился в распоряжении военно-морской школы. С 1 февраля 1829 года по 9 января 1832 года Энконстан находился в плавании из Бреста в Ньюфаундленд и затем в Бразилию. После этого в 1834 году его отремонтировали.
6 февраля 1835 года Энконстан покинул Сен-Луи и отравился во Францию, переправляя офицеров с парового корабля Africain. 8 декабря 1835 года Энконстан покинул Брест и направился в Кайенну. 10 января 1836 года он сел на мель на реке Амазонка, но сумел самостоятельно с неё сняться.
Энконстан находился во Французской Гвиане с 1838 по 1840 гг. 

## Участь
Энконстан был списан 17 августа 1842 года. Он был разобран в сухом доке № 6 в Бресте, начиная с 4 декабря 1843 года.

### Комментарии
1. ↑  В 1814 году Энконстан был окрашен в жёлтый и серый цвета, а в 1815 году был перекрашен в чёрный и белый, что видно на картине Гарнере «Возвращение с Эльбы»[7]. Это было сделано во время ремонта для того, чтобы корабль больше походил на британские бриги[8].

### Цитаты
1. 1 2 3 4 5 6 7 8 9  Roche, 2005, p. 253.
2. ↑  Fonds Marine, p.438.
3. ↑  Fonds Marine, p.461.
4. ↑  Fonds Marine, p.480.
5. ↑  Fonds Marine, p.493.
6. 1 2 3 4 5 6  Gruyer, 1906.
7. ↑  Demerliac, 2003, №866, p. 114.
8. ↑  Gruyer, 1906, p. 217.
9. 1 2  Winfield, Roberts, 2015.
10. ↑  Postscript. Liverpool Mercury etc. Liverpool. 1815-03-24.
11. 1 2 3  Roche, 2005.
12. ↑  Fonds Marine, p.579.
13. ↑  Fonds Marine, p.591.
14. ↑  Fonds Marine, p.607.